# Caenis magnipilosa
Caenis magnipilosa is een haft uit de familie Caenidae. De wetenschappelijke naam van de soort is voor het eerst geldig gepubliceerd in 1981 door Kopelke.
De soort komt voor in het Afrotropisch gebied.